# Piotr Studziński
Piotr Studziński (ur. 6 grudnia 1939 w Warszawie, zm. 23 grudnia 2014) – polski reżyser i scenarzysta filmów dokumentalnych oraz operator filmowy.

## Życiorys
Debiutował w 1966 roku etiudą szkolną pt Twarz, która była również debiutem aktorskim Krzysztofa Kieślowskiego. W latach 1966–1999 zrealizował ponad czterdzieści filmów dokumentalnych m.in. o tematyce technicznej, przyrodniczej i biograficznej. Przez większość pracy zawodowej był związany z  Wytwórnią Filmów Oświatowych w Łodzi.
W 1984 roku stworzył jedyny w karierze obraz fabularny - telewizyjny film pt. Lawina. Wcześniej, w 1979 roku jako asystent reżysera, współpracował przy produkcji filmu pt. Terrarium (reż. Andrzej Titkow).

### Nagrody
- 1972 - Przegląd Filmów o Sztuce w Zakopanem - III Nagroda "Brązowy Pegaz" za film pt. Lars Grundt
- 1973 - Międzynarodowy Festiwal Filmów Reklamowych w Złotych Piaskach - Srebrny Medal za film pt Sprzęt fotooptyczny
- 1976 - nagroda Centralnej Rady Związków Zawodowych za "popularyzację ochrony pracy" za film pt. Stop, zażyłeś leki